# 莱乌维尔
莱乌维尔（法語：Léouville，法語發音：[leuvil]）是法国卢瓦雷省的一个市镇，位于该省西北部，属于皮蒂维耶区。

## 地理
莱乌维尔（48°13'24"N, 2°5'16"E）面积4.28 平方千米，位于法国中央-卢瓦尔河谷大区卢瓦雷省，该省份为法国中北部省份，北起埃松省，西北接厄尔-卢瓦省，西南接卢瓦-谢尔省，南至涅夫勒省和谢尔省，东临约讷省，东北接塞纳-马恩省。
与莱乌维尔接壤的市镇（或旧市镇、城区）包括：博斯地区沙尔蒙、博斯地区格勒讷维尔、乌塔维尔。

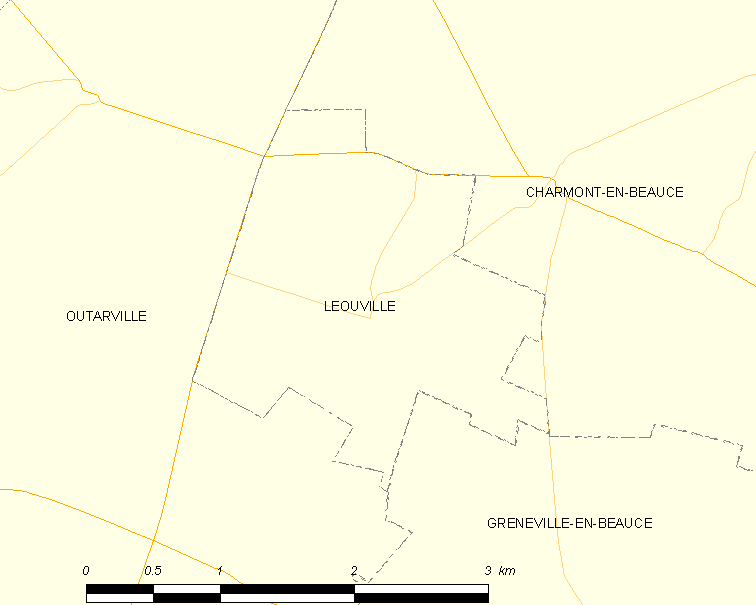
莱乌维尔的OSM定位图

莱乌维尔的时区为UTC+01:00、UTC+02:00（夏令时）。

## 行政
莱乌维尔的邮政编码为45480，INSEE市镇编码为45181。

## 政治
莱乌维尔所属的省级选区为皮蒂维耶县。

## 人口

1962-2008年间莱乌维尔人口变化图示

莱乌维尔于2022年1月1日时的人口数量为88人。